# Eurymedon von Myrrhinous
Eurymedon von Myrrhinous (altgriechisch Εὐρυμέδων Eurymédōn) war der Ehemann der Potone, der Schwester des Philosophen Platon, und der Vater des Philosophen Speusippos. Er lebte im späten 5. Jahrhundert und vielleicht noch im 4. Jahrhundert v. Chr.
Eurymedon stammte aus dem attischen Demos Myrrhinous. Anhaltspunkte für seine Lebensdaten ergeben sich aus seiner Heirat mit der wohl zwischen 432 und 424 v. Chr. geborenen Potone und aus dem Umstand, dass sein Sohn Speusippos um 410/407 v. Chr. geboren wurde. Wahrscheinlich hatten Eurymedon und Potone auch eine Tochter, die eine Tochter gebar, welche Speusippos – ihren Onkel – heiratete. Speusippos wurde 348/347 v. Chr. der Nachfolger seines Onkels Platon als Leiter der Platonischen Akademie (Scholarch). 
Der Eurymedon, den Platon in seinem Testament zusammen mit sechs weiteren Personen, darunter Speusippos, als Testamentsvollstrecker benannte, war wohl ein Nachkomme – vermutlich ein Enkel – von Platons gleichnamigem Schwager. Er besaß ein Grundstück im Demos Eiresidai, das an ein Platon gehörendes Grundstück, welches im Westen bis zum Fluss Kephisos reichte, angrenzte.